# Phoradendron lorifolium
Phoradendron lorifolium är en sandelträdsväxtart som beskrevs av Kuijt. Phoradendron lorifolium ingår i släktet Phoradendron och familjen sandelträdsväxter. Inga underarter finns listade i Catalogue of Life.